# Bạch Đích
Bạch Đích là một xã thuộc tỉnh Tuyên Quang, Việt Nam.

## Địa lý
Xã Bạch Đích có vị trí địa lý:
- Phía đông giáp xã Phú Lũng, Thắng Mố, Sủng Thài
- Phía tây giáp xã Na Khê và Trung Quốc
- Phía nam giáp xã Na Khê
- Phía bắc giáp xã Phú Lũng và Trung Quốc.

Xã Bạch Đích có diện tích 29,49 km², dân số năm 2019 là 3.656 người, mật độ dân số đạt 126 người/km².

## Hành chính
Xã Bạch Đích được chia thành 8 thôn: Cháng Lệ, Bản Muồng, Coóc Choóng, Lùng Ngấm, Phe Lái, Suối Già, Đoàn Kết, Na Coóng.

## Lịch sử
Trước đây, Bạch Đích là một xã thuộc huyện Đồng Văn.
Ngày 15 tháng 12 năm 1962, Hội đồng Chính phủ ban hành Quyết định số 211-CP về việc thành lập huyện Yên Minh trên cơ sở tách xã Bạch Đích thuộc huyện Đồng Văn.
Ngày 21 tháng 12 năm 1982, Hội đồng Bộ trưởng ban hành Quyết định 179-HĐBT về việc:
- Tách 3 xóm Séo Hồ, Bản Rào, Bản Đã của xã Bạch Đích sáp nhập vào xã Na Khê
- Tách 4 xóm Đoàn Kết, Na Pao, Phía Lái, Súi Gia Thèn của xã Na Khê sáp nhập vào xã Bạch Đích.